# Izon-la-Bruisse
Izon-la-Bruisse est une commune française, située dans le département de la Drôme en région Auvergne-Rhône-Alpes.

## Géographie

### Localisation
Izon-la-Bruisse est située au sud-est du département, à 12 km de Séderon.

### Relief et géologie
Sites particuliers :
- Col de Muze (1212 m)
- Col de Tous les Vents
- Col d'Izon (1343 m)
- Col d'Olun (1236 m)
- Col Saint-Jean (1158 m)
- Drayes (1216 m)
- la Bruisse (1291 m)
- le Jasset (1177 m)
- Montagne de Chabre
- Montagne de Chamouse
- Montagne de Garre (1372 m)
- Montagne d'Herc
- Ourouze (1348 m)
- Rocher Blanc
- Rocher du Village

### Hydrographie
La commune est arrosée par les cours d'eau suivants :
- le Riançon (affluent de la Méouge)[2]
- Ravin d'Anthony
- Ravin de la Bruisse
- Ravin de la Rivière
- Ravin du Degoutail

### Climat
Pour des articles plus généraux, voir Climat d'Auvergne-Rhône-Alpes et Climat de la Drôme.
En 2010, le climat de la commune est de type climat des marges montargnardes, selon une étude du CNRS s'appuyant sur une série de données couvrant la période 1971-2000. En 2020, Météo-France publie une typologie des climats de la France métropolitaine dans laquelle la commune est exposée à un climat de montagne ou de marges de montagne et est dans la région climatique  Alpes du sud, caractérisée par une pluviométrie annuelle de 850 à 1 000 mm, minimale en été. 
Pour la période 1971-2000, la température annuelle moyenne est de 8,7 °C, avec une amplitude thermique annuelle de 16,6 °C. Le cumul annuel moyen de précipitations est de 1 047 mm, avec 7,3 jours de précipitations en janvier et 5 jours en juillet. Pour la période 1991-2020, la température moyenne annuelle observée sur la station météorologique de Météo-France la plus proche, sur la commune de Séderon à 7 km à vol d'oiseau, est de 9,7 °C et le cumul annuel moyen de précipitations est de 1 032,4 mm,. Pour l'avenir, les paramètres climatiques de la commune estimés pour 2050 selon différents scénarios d'émission de gaz à effet de serre sont consultables sur un site dédié publié par Météo-France en novembre 2022.

## Urbanisme

### Typologie
Au 1er janvier 2024, Izon-la-Bruisse est catégorisée commune rurale à habitat très dispersé, selon la nouvelle grille communale de densité à 7 niveaux définie par l'Insee en 2022.
Elle est située hors unité urbaine et hors attraction des villes,.

### Occupation des sols
L'occupation des sols de la commune, telle qu'elle ressort de la base de données européenne d’occupation biophysique des sols Corine Land Cover (CLC), est marquée par l'importance des forêts et milieux semi-naturels (88,4 % en 2018), en diminution par rapport à 1990 (89,9 %). La répartition détaillée en 2018 est la suivante : forêts (53,1 %), milieux à végétation arbustive et/ou herbacée (35,3 %), zones agricoles hétérogènes (11,3 %), cultures permanentes (0,3 %). L'évolution de l’occupation des sols de la commune et de ses infrastructures peut être observée sur les différentes représentations cartographiques du territoire : la carte de Cassini (XVIIIe siècle), la carte d'état-major (1820-1866) et les cartes ou photos aériennes de l'IGN pour la période actuelle (1950 à aujourd'hui).

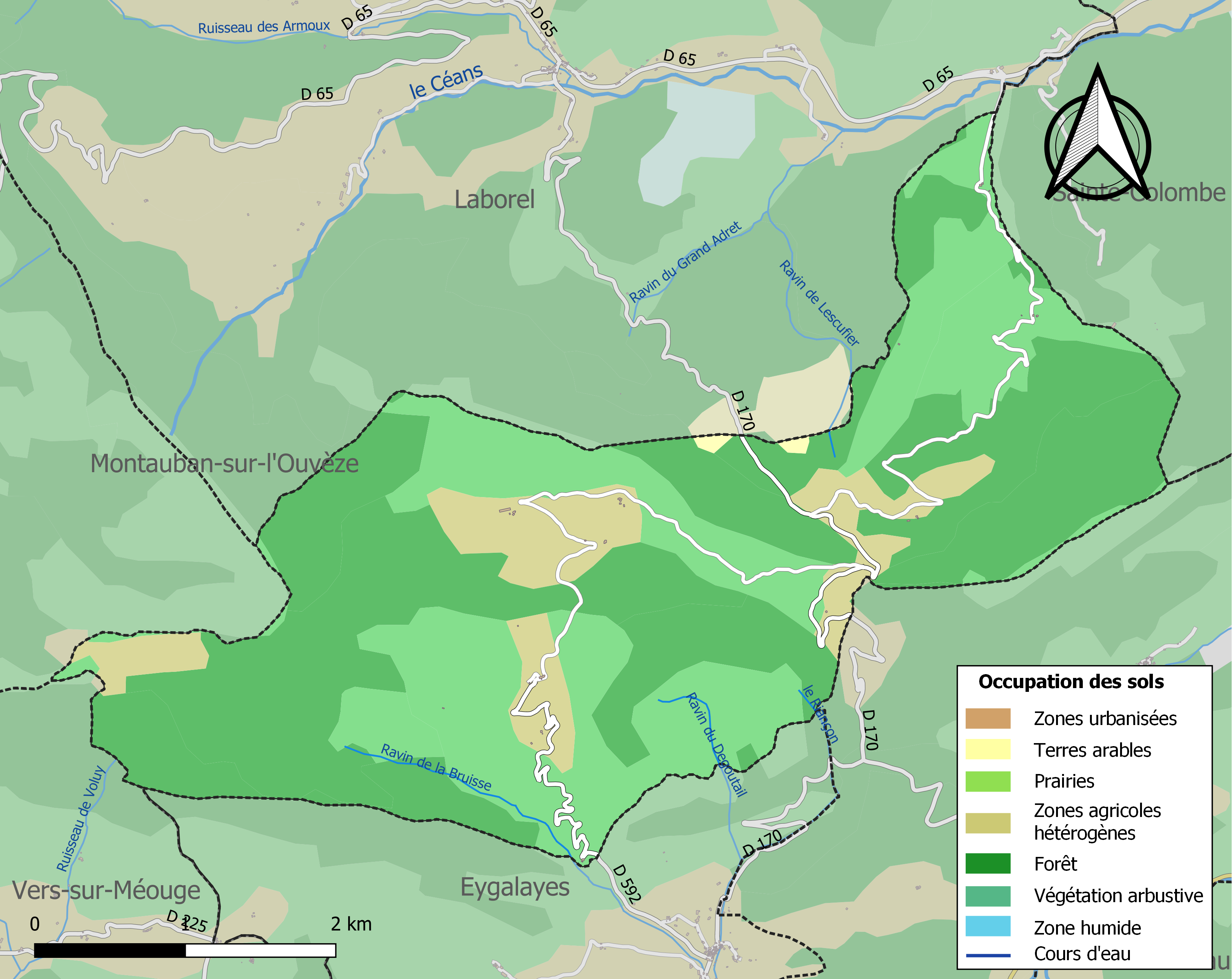
Carte des infrastructures et de l'occupation des sols de la commune en 2018 (CLC).

### Morphologie urbaine
Commune dispersée des deux côtés du col Saint-Jean (1159 m).

#### Quartiers, hameaux et lieux-dits
Site Géoportail (carte IGN) :
- Blanchard
- Bussard
- Chabrel
- Chabrelles
- Champ Rouret
- Chapelle Saint-Jean
- Charte
- Fontaine de Bayle
- Fontaine du Buisson
- Forêt Domaniale de Chamouse
- la Blache
- la Chouette
- la Combe
- la Geneste
- la Rousse
- la Tourre
- Lavavour
- le Devès
- le Gros Gour
- les Cirennes
- les Granges Basses
- les Plaines
- Mèfre
- Pied d'Herc
- Ponchille
- Quartier Pichot
- Roustan
- Source Guilliny
- Tousc

### Voies de communication et transports
La commune est desservie par les routes départementales D 170 et D 592.

## Toponymie

### Attestations
Dictionnaire topographique du département de la Drôme :
- 1269 : Aisonum (archives des Bouches-du-Rhône, fonds de Malte).
- 1280 : castrum Ysonis (inventaire des dauphins, 235).
- 1317 : castrum de Ysone (Valbonnais, II, 165).
- 1516 : mention de la paroisse : cura de Ysono (pouillé de Gap).
- 1706 : la cure d'Isson (rôle de décimes).
- 1790 : Villefranche-Izon-et-Chabreil.
- 1891 : Izon, commune du canton de Séderon.

(non daté)[réf. nécessaire] : Izon-la-Bruisse.

### Étymologie
Izon
La Bruisse
Nom d'un ruisseau et d'une montagne de la commune.

## Histoire

### Du Moyen Âge à la Révolution
La seigneurie :
- Au point de vue féodal, Izon était une terre (ou seigneurie) premièrement possédée par les barons de Mévouillon.
- 1270 : possession d'une branche cadette de cette famille qui en fait hommage aux dauphins [du Viennois] en tant que comtes du Gapençais.
- Fin XVe siècle : passe (par mariage) aux Grolée-Bressieu.
- 1608 : vendue au conseiller Charles Tonnard.
- Passe (par mariage avec la fille unique de Charles Tonnard) aux Vaulserre des Adrets, derniers seigneurs.

Le château est démoli sur l'ordre de Louis XIII.
Avant 1790, Izon était une communauté de l'élection de Montélimar, de la subdélégation et du bailliage du Buis.

Elle formait une paroisse du diocèse de Gap dont l'église était sous le vocable de Saint-Rémy. Les dîmes appartenaient au prieur de Mévouillon qui présentait à la cure.

### De la Révolution à nos jours
En 1790, Izon forma, conjointement avec Villefranche, une municipalité du canton de Montauban, dite de Villefranche-Izon-et-Chabreil, mais il est devenu en l'an VIII une commune distincte du canton de Séderon.
Le 22 février 1944, la base locale du Maquis Ventoux a fait l'objet d'une attaque par les troupes allemandes.

## Politique et administration

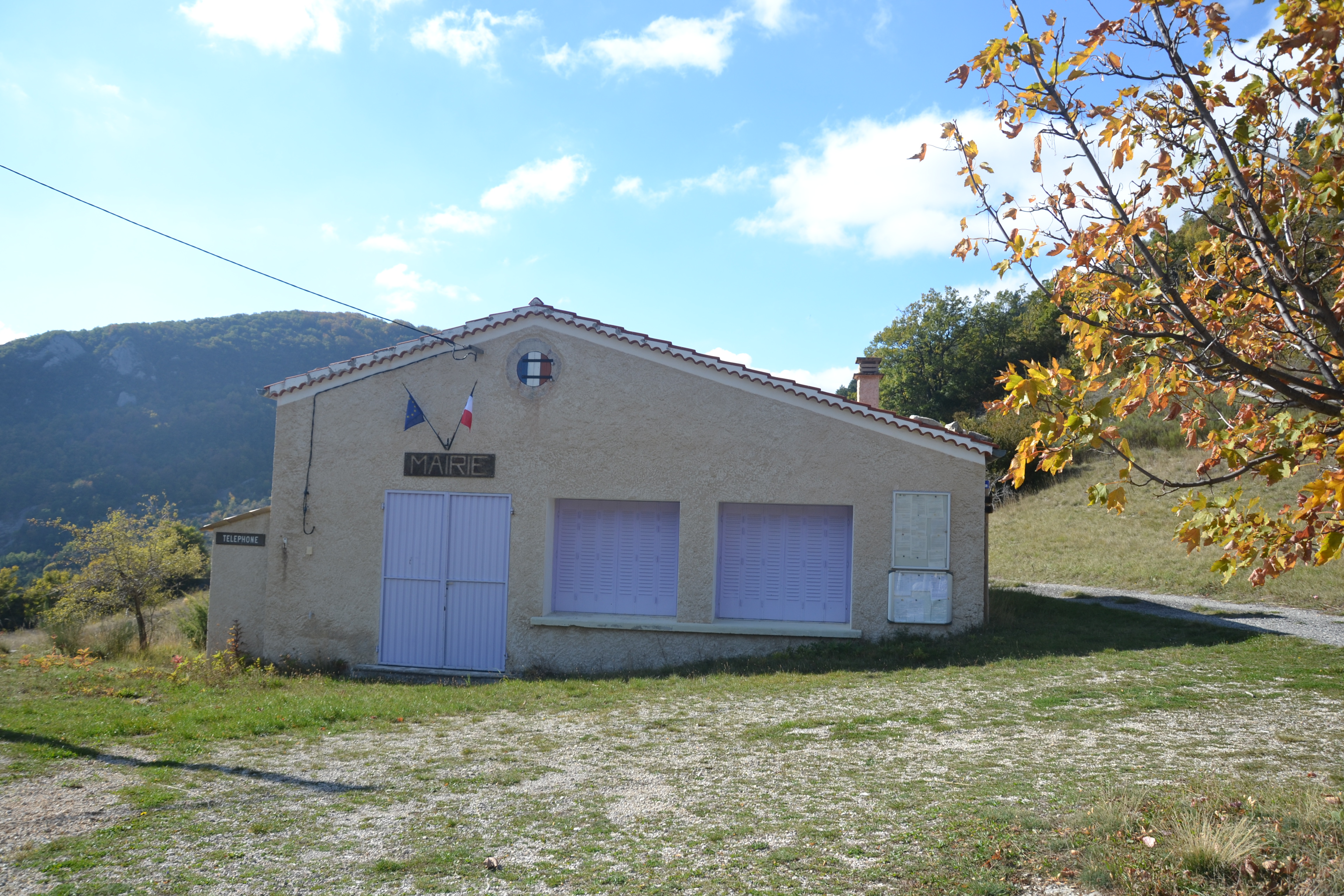
Mairie d'Izon-la-Bruisse.

### Liste des maires
| Période                                                                      | Période                     | Identité                           | Étiquette        | Qualité              |
| ---------------------------------------------------------------------------- | --------------------------- | ---------------------------------- | ---------------- | -------------------- |
| Les données manquantes sont à compléter. : de la Révolution au Second Empire |                             |                                    |                  |                      |
| 1790                                                                         | 1871                        | ?                                  |                  |                      |
| Les données manquantes sont à compléter. : depuis la fin du Second Empire    |                             |                                    |                  |                      |
| 1871                                                                         | 1874                        | ?                                  |                  |                      |
| 1874                                                                         | 1878                        | ?                                  |                  |                      |
| 1878                                                                         | 1884                        | ?                                  |                  |                      |
| 1884                                                                         | 1888                        | ?                                  |                  |                      |
| 1888                                                                         | 1892                        | ?                                  |                  |                      |
| 1892                                                                         | 1896                        | ?                                  |                  |                      |
| 1896                                                                         | 1900                        | ?                                  |                  |                      |
| 1900                                                                         | 1904                        | ?                                  |                  |                      |
| 1904                                                                         | 1908                        | ?                                  |                  |                      |
| 1908                                                                         | 1912                        | ?                                  |                  |                      |
| 1912                                                                         | 1919                        | ?                                  |                  |                      |
| 1919                                                                         | 1925                        | ?                                  |                  |                      |
| 1925                                                                         | 1929                        | ?                                  |                  |                      |
| 1929                                                                         | 1935                        | ?                                  |                  |                      |
| 1935                                                                         | 1945                        | ?                                  |                  |                      |
| 1945                                                                         | 1947                        | ?                                  |                  |                      |
| 1947                                                                         | 1953                        | ?                                  |                  |                      |
| 1953                                                                         | 1959                        | ?                                  |                  |                      |
| 1959                                                                         | 1965                        | ?                                  |                  |                      |
| 1965                                                                         | 1971                        | ?                                  |                  |                      |
| 1971                                                                         | 1977                        | ?                                  |                  |                      |
| 1977                                                                         | 1983                        | ?                                  |                  |                      |
| 1983                                                                         | 1989                        | ?                                  |                  |                      |
| 1989                                                                         | 1995                        | ?                                  |                  |                      |
| 1995                                                                         | 2001                        | ?                                  |                  |                      |
| 2001                                                                         | 2008                        | Michel Vincent                     |                  |                      |
| 2008                                                                         | 2014                        | André Mathieu                      | (sans étiquette) | agriculteur retraité |
| 2014                                                                         | 2020                        | André Mathieu                      |                  | maire sortant        |
| 2020                                                                         | En cours (au 13 avril 2022) | André Mathieu[source insuffisante] |                  | maire sortant        |

## Population et société

### Démographie
L'évolution du nombre d'habitants est connue à travers les recensements de la population effectués dans la commune depuis 1793. Pour les communes de moins de 10 000 habitants, une enquête de recensement portant sur toute la population est réalisée tous les cinq ans, les populations de référence des années intermédiaires étant quant à elles estimées par interpolation ou extrapolation. Pour la commune, le premier recensement exhaustif entrant dans le cadre du nouveau dispositif a été réalisé en 2004.

En 2022, la commune comptait 12 habitants, en évolution de +20 % par rapport à 2016 (Drôme : +2,64 %, France hors Mayotte : +2,11 %).
| 1793 | 1800 | 1806 | 1821 | 1831 | 1836 | 1841 | 1846 | 1851 |
| ---- | ---- | ---- | ---- | ---- | ---- | ---- | ---- | ---- |
| 170  | 172  | 181  | 146  | 141  | 173  | 159  | 127  | 127  |

| 1856 | 1861 | 1866 | 1872 | 1876 | 1881 | 1886 | 1891 | 1896 |
| ---- | ---- | ---- | ---- | ---- | ---- | ---- | ---- | ---- |
| 125  | 135  | 131  | 134  | 130  | 120  | 114  | 111  | 108  |

| 1901 | 1906 | 1911 | 1921 | 1926 | 1931 | 1936 | 1946 | 1954 |
| ---- | ---- | ---- | ---- | ---- | ---- | ---- | ---- | ---- |
| 96   | 97   | 67   | 47   | 34   | 35   | 27   | 21   | 18   |

| 1962 | 1968 | 1975 | 1982 | 1990 | 1999 | 2004 | 2006 | 2009 |
| ---- | ---- | ---- | ---- | ---- | ---- | ---- | ---- | ---- |
| 10   | 5    | 5    | 8    | 6    | 14   | 14   | 14   | 9    |

| 2014 | 2019 | 2022 | - | - | - | - | - | - |
| ---- | ---- | ---- | - | - | - | - | - | - |
| 9    | 11   | 12   | - | - | - | - | - | - |

### Enseignement
La commune relève de l’académie de Grenoble.

### Santé
Le Centre Hospitalier le plus proche est celui de Sisteron, situé à 44 km, dans les Alpes-de-Haute-Provence.

### Manifestations culturelles et festivités
Fête : 1er août.

### Loisirs
- Randonnées : GRP Tour du Sud de Buëch-Méouge[1].

### Cultes

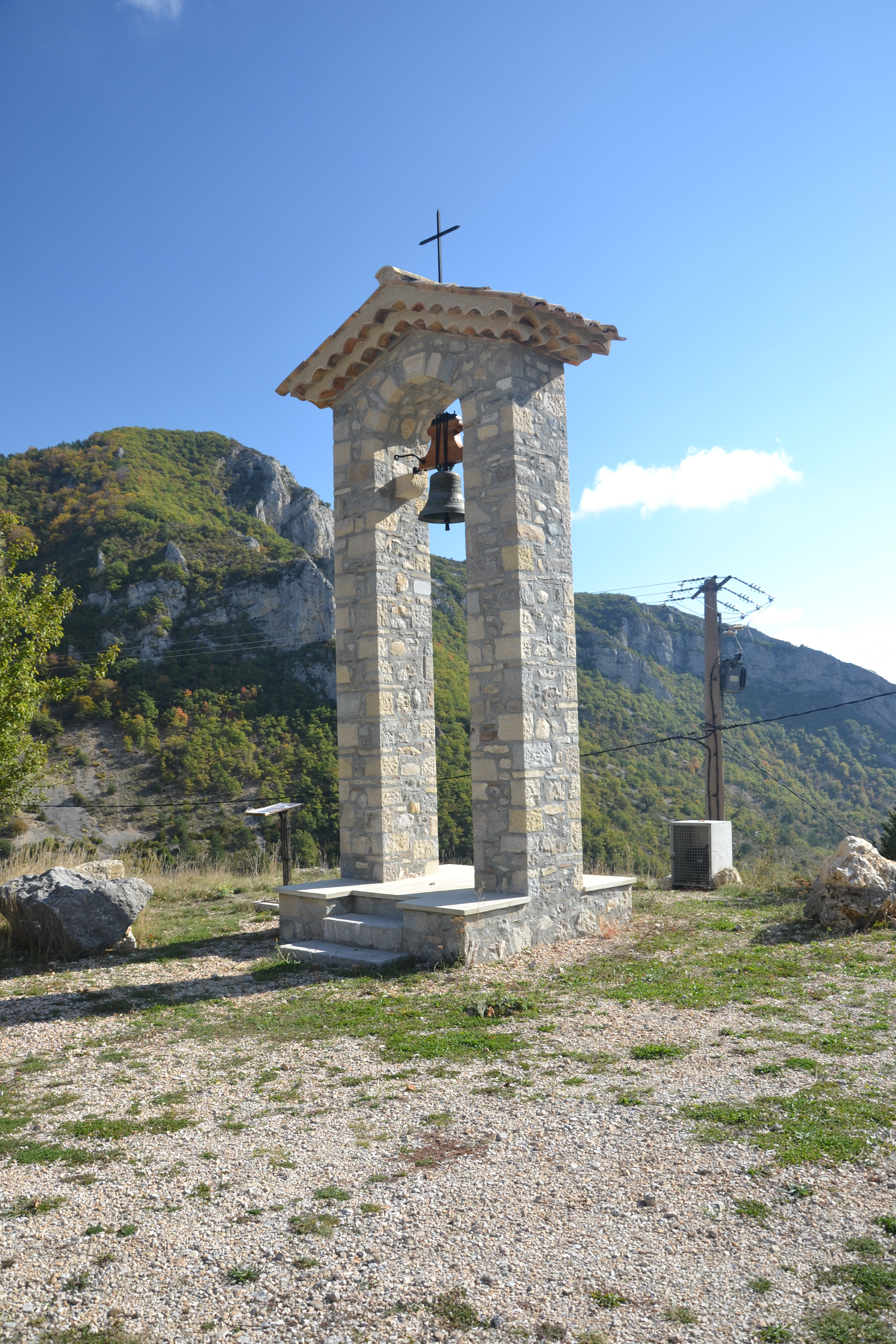
Site de l'ancienne église Saint-Rémy d'Izon-la-Bruisse.

La commune a la particularité de ne plus avoir d'église[réf. nécessaire].

## Économie

### Agriculture
En 1992 : lavande, ovins.

## Culture locale et patrimoine

### Lieux et monuments
- Église d'Izon-la-Bruisse

### Patrimoine naturel
- Panorama du col Saint-Jean[14].
- Défilé étroit en venant d'Eygalayes[14].

La commune est voisine du Parc naturel des Baronnies provençales créé en 2014.

### Personnalités liées à la commune
- Bruno Razzoli[22], dit Raymond Benoît, chef des résistants du Maquis Ventoux, cantonné à Izon-la-Bruisse. Il était né à Lamporecchio en Toscane le 25 mars 1909. Avant la guerre, il avait été militant syndicaliste, responsable de la fédération CGT Chimie des Bouches-du-Rhône et membre du PCF.

Lieutenant des FFI, il est arrêté par les Allemands dans la traversée de Villefranche-le-Château le 22 février au matin. Emmené probablement à Orange, il est torturé jusqu'au 28 février. Il est ramené pour être exécuté le 28 février d'une balle dans la tête au lieu-dit la Geneste sur la commune d'Izon-la-Bruisse. Inhumé dans la Nécropole nationale d'Eygalayes, il fut exhumé en 1945 et inhumé à Salon de Provence (Source : La Tragédie du Maquis d'Izon, édité par Mémoire Résistance HB. Robert PINEL, président de l'association  memoire.resistancehb@orange.fr ). Le maire d'Izon-la-Bruisse refuse d'honorer les morts de cette tragédie sur sa commune. Les plaques photographiées sont posées à Eygalayes sur la stèle de la Ferme Monteau[réf. nécessaire].

### Héraldique, logotype et devise
|  | Izon-la-Bruisse possède des armoiries dont l'origine et le blasonnement exact ne sont pas disponibles. |